# Émeutes de Peekskill
Les émeutes de Peeskill sont des émeutes survenues en 1949 à Peekskill, survenues par l'annonce d'un concert de Paul Robeson, connu pour son activisme en faveur des droits civiques et des syndicats.

## Description des évenements
Le 4 septembre 1949, à Peekskill, près de New York, l'artiste militant Paul Robeson organisa un concert au bénéfice du Civil Rights Congress, mouvement pour la défense des droits civiques des minorités raciales. Des vétérans de l'armée et leurs familles et des membres de l'American Legion, agités par des anticommunistes, attaquent les spectateurs.

## Personnalités présentes
- Eugene Bullard
- Sidney Poitier